# Parapsycharium paarlense
Parapsycharium paarlense is een vlinder uit de familie Somabrachyidae. De wetenschappelijke naam van deze soort is voor het eerst geldig gepubliceerd in 2000 door Geertsema.
De soort komt voor in tropisch Afrika.